# 日商PC検定試験
日商PC検定試験（にっしょうピーシーけんていしけん、日商PC検定）とは、日本商工会議所及び各地商工会議所が実施する、企業実務に携わる人材を対象としたIT利活用技能の検定試験（商工会議所検定試験）である。
経済産業省後援。
平成18(2006)年4月から、前身となる「日本語文書処理技能検定（ワープロ検定）試験」と「ビジネスコンピューティング（ビジコン）検定試験」を進化・統合したものとして実施されている。
ビジネス文書の作成、取り扱いが問われる「日商PC検定試験（文書作成）」と、業務データの活用、取り扱いが問われる「日商PC検定試験（データ活用）」、「日商PC検定試験（プレゼン資料）」の3分野がある。アプリケーションソフトでいうと、文書作成がWord相当、データ活用がExcel相当、プレゼン資料がPowerPoint相当である。3分野はそれぞれ別々の試験であり、3分野全部の資格がほしい場合は、それぞれ別々に試験を受ける必要がある。
データ活用分野が厚生労働省が若年者就職基礎能力修得支援事業 (YES-プログラム)の資格取得において選定される。(なお、若年者就職基礎能力修得支援事業の認定は2010年に終了している。認定終了以前に取得した資格は有効である。)
上位資格に日商マスターがある。

## 試験内容
- 企業実務における文書作成や表計算などのアプリケーションソフトの利活用能力
- ネットワーク環境下におけるITの利活用に資する知識・スキル
  - 企業実務に必要とされるハード、ソフト等IT関連の知識
  - 企業実務におけるパソコン等IT機器、ネットワークの利活用
  - ネット社会におけるビジネススタイル、ビジネススキル
  - ビジネス文書や業務データについての、作成、保存、管理、検索、活用、流通、再利用などライフサイクル全般
  - ITを利活用した実践的なコミュニケーション能力
  - ネットワーク上での、ビジネス文書、業務データの取り扱い

## 各級の基準
1級
企業実務に必要とされる実践的なIT・ネットワークの知識、スキルを有し、ネット社会のビジネススタイルを踏まえ、企業責任者または企業責任者を補佐する者として、経営判断や意思決定を行うか助言する過程で利活用することができる。
合格難易度は国家試験のITパスポート試験よりも高いと言われている。
2級
企業実務に必要とされる実践的なIT・ネットワークの知識、スキルを有し、部門責任者または部門責任者を補佐する者として、業務の効率・円滑化、業績向上を図るうえで利活用することができる。
3級
企業実務に必要とされる基本的なIT・ネットワークの知識、スキルを有し、自己の業務に利活用することができる。
Basic
基本的なワープロソフトや表計算ソフトの操作スキルを有し、企業実務に対応することができる。

## 試験科目及び試験時間
4択による知識と問う試験と、実際にPC操作を行う実技試験に分かれており、両方の合格をもって資格が認定される。
知識
Basicでは行わない。1級30分、2級・3級15分。
実技
1級60分、2級40分、3級・Basic30分。
- 合格点は各科目70点以上

## 受験資格及び受験料
受験資格
特になし
受験料
1級 - 10,290円
2級 - 7,200円
3級 - 5,140円
Basic - 4,120円
（いずれも税込）

## 試験の実施
インターネットを利用したCBT方式で実施され、受験したその場で採点、合否が分かる。（2級、3級、Basic）
試験日は1級のみ統一試験日で年2回実施。2級以下は試験会場が随時設定するが、2013年11月より随時試験とは別に統一日（毎月第3金曜日）も設定されている。

## 科目免除
日本商工会議所が指定した一部の検定試験の合格者には、日商PC検定の2級または3級の知識科目が免除され、実技科目のみで合否が判定される特典が付く。
- EC実践能力検定3級の合格者は日商PC検定3級の知識科目が免除される。EC実践能力検定2級以上の合格者は日商PC検定の3級または2級の知識科目が免除される。
- 電子メール活用能力検定の合格者は日商PC検定3級の知識科目が免除される。
- 情報検定(J検)の情報活用試験3級の合格者は日商PC検定3級の知識科目が免除される。情報活用試験2級以上の合格者は日商PC検定の3級または2級の知識科目が免除される[3]。なお、情報システム試験および情報デザイン試験はこの特典の対象外である。

## 合格者の特典
- 一部の高等学校、大学（短期大学を含む）、専門学校などの教育機関では日商PC検定の合格者を、合格した級に応じて入学試験での優遇措置[4]や、入学後の単位認定の対象としているところもある。
- 一部の企業では一般事務職などへの就職・転職の際に日商PC検定の合格者を優遇措置の対象とする場合もある。

## 歴史
平成18(2006)年4月から、前身となる「日本語文書処理技能検定（ワープロ検定）試験」と「ビジネスコンピューティング（ビジコン）検定試験」を進化・統合したものとして実施されている。
- 2011年10月6日　日商PC検定（プレゼン資料作成）3級が創設
- 2012年5月8日　日商PC検定（プレゼン資料作成）2級がスタート[5]。